# Černý vrch (Wysoki Jesionik)
Černý vrch (również cz. Malé loučky ; historyczna nazwa niem. Hirschwiesen) – szczyt (góra) o wysokości 1203 m n.p.m. (podawana jest też wysokość 1200 m n.p.m. , 1200,5 m n.p.m. , 1201 m n.p.m.  lub 1202,8 m n.p.m. ) w paśmie górskim Wysokiego Jesionika (cz. Hrubý Jeseník), w północno-wschodnich Czechach, w Sudetach Wschodnich, na Śląsku, w obrębie gminy Vrbno pod Pradědem, oddalony o około 7,6 km na północny wschód od szczytu góry Pradziad (cz. Praděd).  Rozległość góry (powierzchnia stoków) szacowana jest na około 4,7 km², a średnie nachylenie wszystkich stoków wynosi około 11°.

## Charakterystyka

### Lokalizacja

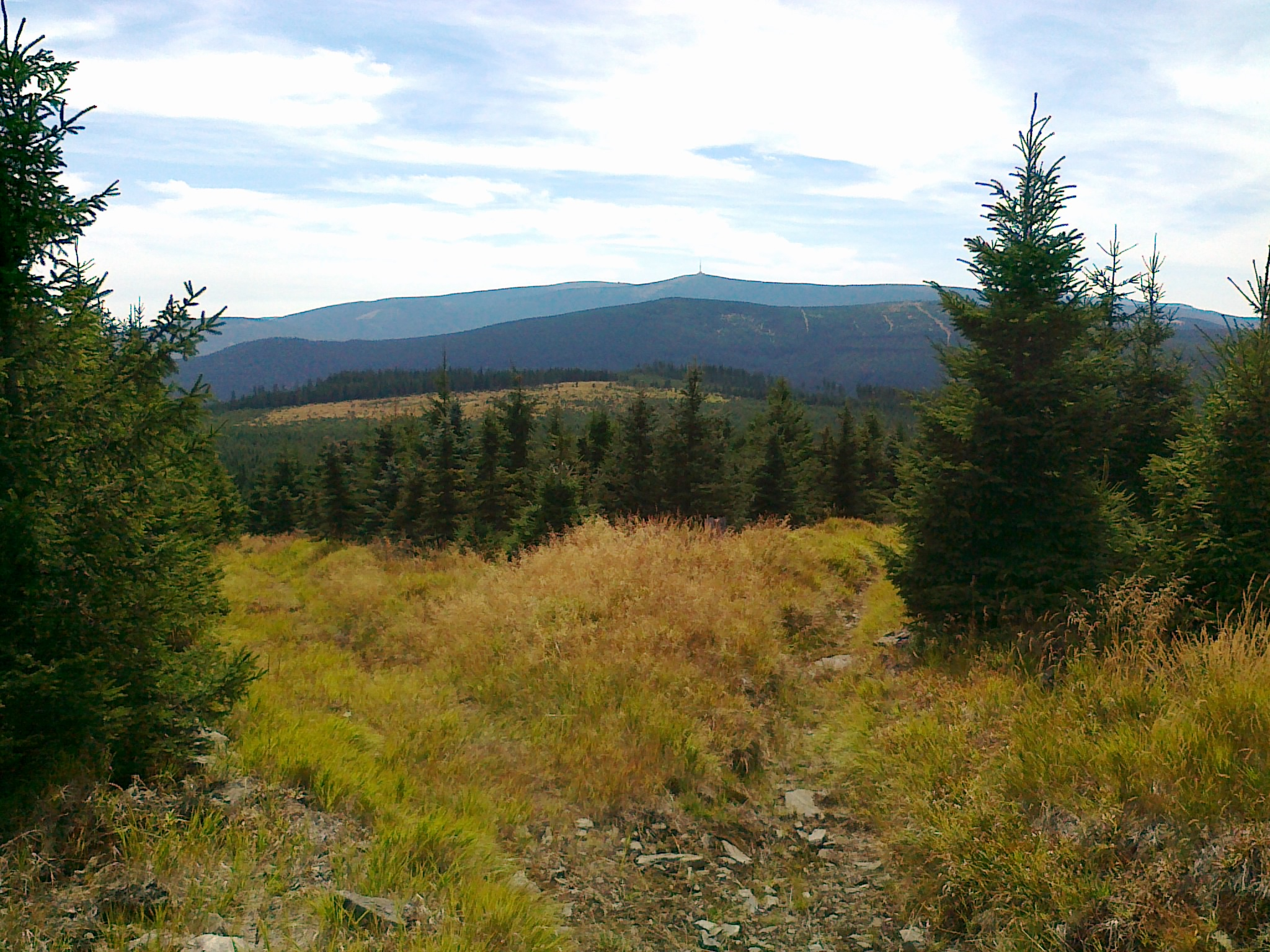
Widok ze ścieżki głównej prowadzącej na szczyt góry Orlík na szczyty gór Pradziad, poniżej Karliny kameny i Černý vrch oraz poniżej Medvědí louka (2015 rok)

Góra Černý vrch położona jest w północnym rejonie całego pasma Wysokiego Jesionika, leżąca w części Wysokiego Jesionika, w północnym obszarze (mikroregionu) o nazwie Masyw Orlíka (cz. Medvědská hornatina), mająca kopulasty kształt części szczytowej. Jest położona w parze szczytów Jelení loučky – Černý vrch, mających podobne wysokości. To czwarty pod względem wysokości szczyt Masywu Orlíka (po szczytach: Medvědí vrch, Jelení loučky i Orlík) usytuowany na ramieniu bocznym tego Masywu, ciągnącym się od góry Jelení kameny do góry Kamenec (3). Jest szczytem rozpoznawalnym m.in. z drogi okalającej połać szczytową góry Pradziad (kopuła szczytowa widoczna nieco na prawo poniżej linii patrzenia w kierunku góry Orlík), a z innego charakterystycznego punktu widokowego – z drogi okalającej szczyt góry Dlouhé stráně niewidoczny, bo przysłonięty górą Velký Jezerník. Góra jest dobrze widoczna m.in. z połaci szczytowych gór Jelení loučky i Pytlák czy też ze ścieżki głównej, biegnącej na szczyt góry Orlík.
Górę ograniczają: od południa dolina potoku o nazwie Skalní potok, od zachodu przełęcz o wysokości 1178 m n.p.m. w kierunku szczytu Jelení loučky, od północy dolina potoku Bílý potok oraz od wschodu przełęcz o wysokości 1058 m n.p.m. w kierunku szczytu Karliny kameny. W otoczeniu góry znajdują się następujące szczyty: od zachodu Jelení loučky, od północy Ostruha i Ostruha–JV, od północnego wschodu Medvědí louka, Medvědí vrch i Kamzičí skála (2), od wschodu Javůrka, od południowego wschodu Karliny kameny, Jelení kameny, Skály (1), Zadní plošina i Zlatá stráň–JV, od południa Zlatá stráň i Zlatá stráň–V oraz od południowego zachodu Mrazový vrch, Osikový vrch, Lysý vrch–J i Lysý vrch.

### Stoki
W obrębie góry można wyróżnić pięć następujących zasadniczych stoków:
- północno-wschodni
- wschodni
- południowo-wschodni o nazwie Dykova stráň
- południowo-zachodni o nazwie U mrtvého muže
- zachodni

Występują tu wszystkie typy zalesienia: bór świerkowy, las mieszany oraz las liściasty, przy czym zdecydowanie dominuje zalesienie borem świerkowym. Na niemalże wszystkich stokach – oprócz stoków wschodniego i zachodniego – poza borem świerkowym występują obszary pokryte lasem mieszanym, a na stoku południowo-wschodnim wraz z obniżaniem wysokości pojawiają się nawet obszary pokryte lasem liściastym. Stoki południowo-wschodni i południowo-zachodni charakteryzują się znaczną zmiennością wysokości zalesienia, natomiast na niemalże wszystkich stokach występują polany i przecinki, a na niektórych przerzedzenia i nieznaczne ogołocenia. Blisko podnóży stoków południowo-wschodniego i południowo-zachodniego występują liczne grupy skalne, ze znajdującą się u podnóża stoku południowo-zachodniego grupą skalną o długości około 150 m o nazwie (cz. Skály u mrtvého muže), położoną na wysokościach około 860 m n.p.m., na obszarze rezerwatu przyrody Skalní potok (cz. Přírodní rezervace Skalní potok) . W obrębie góry brak jest natomiast większych pojedynczych skalisk.  
Stoki mają stosunkowo jednolite, na ogół łagodne i zróżnicowane nachylenia. Średnie nachylenie stoków waha się bowiem od 3° (stok zachodni) do 16° (stok północno-wschodni). Średnie nachylenie wszystkich stoków góry (średnia ważona nachyleń stoków) wynosi około 11°. Maksymalne średnie nachylenie u podnóża stoku południowo-zachodniego przy grupie skalnej Skály u mrtvého muže, w pobliżu płynącego potoku Skalní potok na odcinku 50 m nie przekracza 40°. Stoki pokryte są siecią dróg (m.in. Černohorská cesta, Jelení cesta, Skalní cesta, Trasa loučky czy Utopená) oraz na ogół nieoznakowanych krzyżujących się ścieżek i duktów. Przemierzając je zaleca się korzystanie ze szczegółowych map, z uwagi na zawiłości ich przebiegu, zalesienie oraz zorientowanie w terenie.

### Szczyt

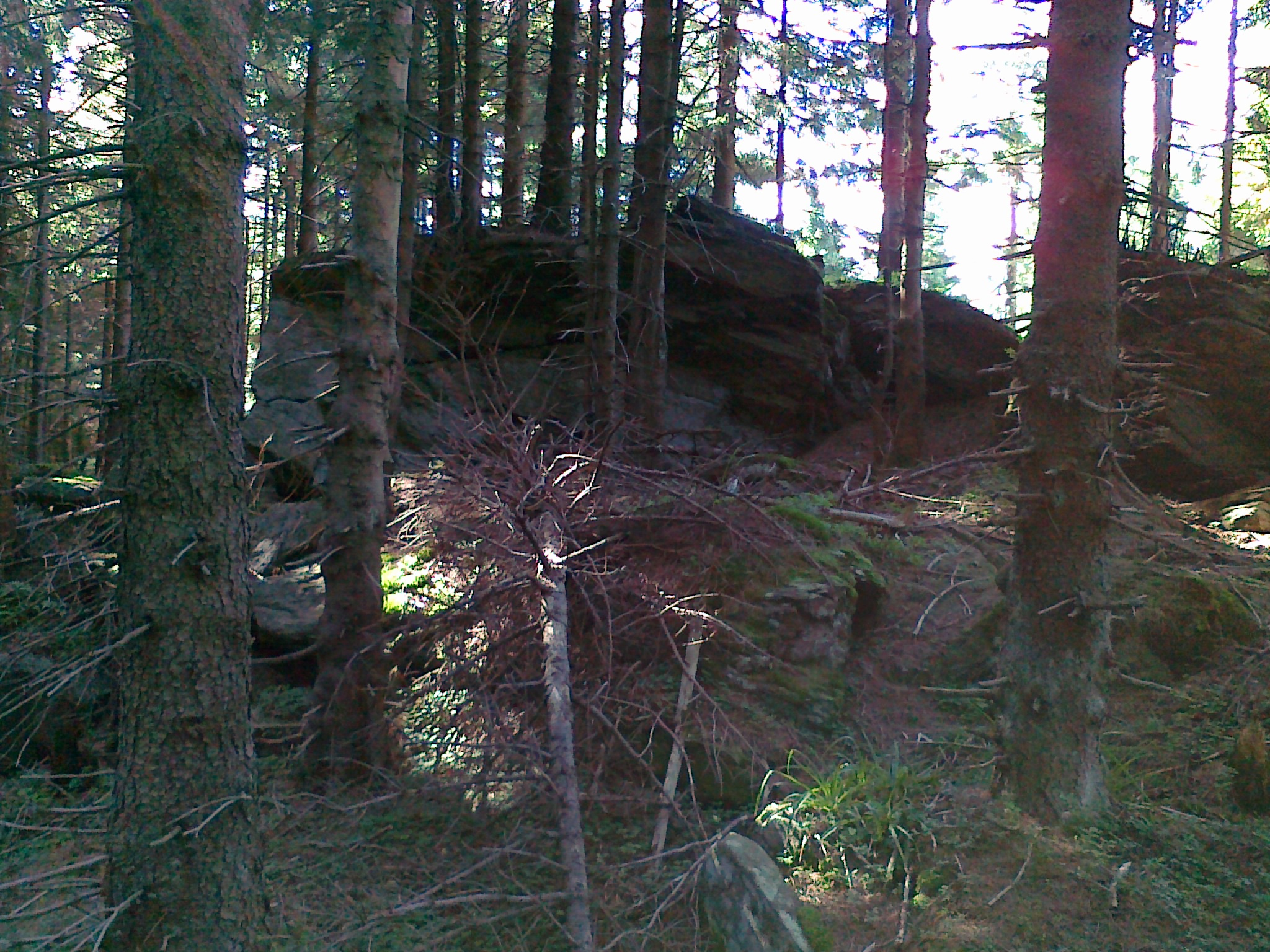
Skalisko szczytowe góry Černý vrch (2016 rok)

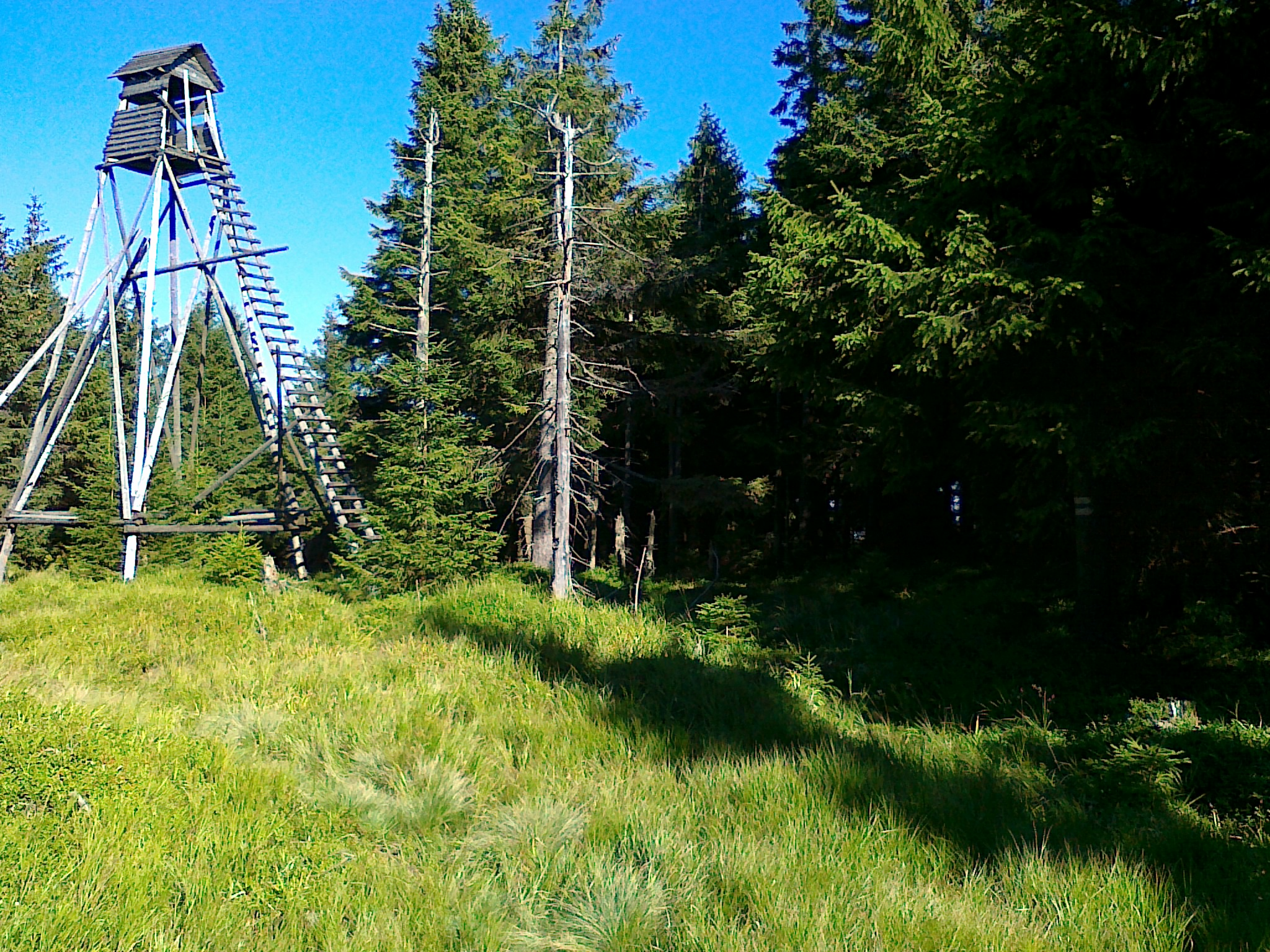
Połać szczytowa góry Černý vrch z altanką widokową (2016 rok)

Černý vrch jest szczytem pojedynczym. Na szczyt nie prowadzi żaden znakowany szlak turystyczny. Przez połać szczytową przechodzi ścieżka główna, biegnąca do przełęczy w przecince, w kierunku szczytu Jelení loučky oraz dalej ku połaci szczytowej góry Jelení loučky. Szczyt jest skaliskiem, otoczony borem świerkowym oraz pokryty wokół trawą wysokogórską. Z powodu zalesienia nie jest on punktem widokowym. Na połaci szczytowej w odległości około 15 m na północ od szczytu ustawiono kilkunastometrowej wysokości altankę widokową, którą w 2022 roku zdemontowano. Na połaci szczytowej znajduje się punkt geodezyjny, oznaczony na mapach geodezyjnych numerem (2.), o wysokości 1200,52 m n.p.m. oraz współrzędnych geograficznych (50°08′41,10″N 17°16′38,87″E/50,144750 17,277464), oddalony o około 35 m na północny wschód od szczytu. Państwowy urząd geodezyjny o nazwie (cz. Český úřad zeměměřický a katastrální (CÚZK)) w Pradze podaje jako najwyższy punkt góry – szczyt – o wysokości 1202,7 m n.p.m. i współrzędnych geograficznych (50°08′40,2″N 17°16′37,6″E/50,144500 17,277111).  
Dojście do szczytu, następuje z żółtego szlaku turystycznego , biegnącego przez stok sąsiedniej góry Jelení loučky . Przechodząc z przystanku turystycznego o nazwie (cz. Jelení loučky) odcinek o długości około 250 m w stronę skrzyżowania turystycznego o nazwie (cz. Pásmo Orlíka), dojdziemy do przecinki, w którą należy skręcić w prawo i po przejściu odcinka o długości około 1350 m dotrzemy do połaci szczytowej, przechodząc jednocześnie przez połać szczytową góry Jelení loučky . 

### Geologia
Pod względem geologicznym masyw góry Černý vrch należy do jednostki określanej jako kopuła Desny i zbudowany jest ze skał metamorficznych, głównie: blasto-mylonitów (biotytów, chlorytów i muskowitów), skał magmowych, głównie meta-granitoidów oraz skał osadowych, głównie meta-zlepieńców.

### Wody
Grzbiet główny (grzebień) góry Pradziad, biegnący od przełęczy Skřítek do przełęczy Červenohorské sedlo oraz dalej do przełęczy Ramzovskiej (cz. Ramzovské sedlo) jest częścią granicy Wielkiego Europejskiego Działu Wodnego, dzielącej zlewiska Morza Bałtyckiego i Morza Czarnego . 
Szczyt wraz ze stokami góry Černý vrch położony jest na północny wschód od tej granicy, należy więc do zlewni Morza Bałtyckiego, do którego płyną wody m.in. z dorzecza rzeki Odry, będącej przedłużeniem płynących z tej części Wysokiego Jesionika górskich potoków (m.in. płynących w pobliżu góry potoków Bílý potok czy Skalní potok). Ze stoków północno-wschodniego i południowo-wschodniego biorą swój początek krótkie, nienazwane potoki, będące dopływami wspomnianych wcześniej potoków Bílý potok i Skalní potok. Z uwagi na stosunkowo łagodne nachylenia stoków, w obrębie góry nie występują m.in. wodospady czy kaskady. Ponadto na stokach występują dwa źródła.
| Źródła na stokach góry Černý vrch |                                     |                          |                               |                                           |
| Lp.                               | Źródło (oznaczenie)                 | Odległość od szczytu m   | Wysokość bezwzględna m n.p.m. | Współrzędne geograficzne                  |
| 1                                 | Studánka U Černohorské chaty (5793) | 360 na południowy wschód | 1120                          | 50°08′30″N 17°16′45″E/50,141667 17,279167 |
| 2                                 | Studánka U Jelení boudy (12926)     | 570 na północny wschód   | 1055                          | 50°08′59″N 17°16′48″E/50,149722 17,280000 |

## Ochrona przyrody
Cała góra znajduje się w obrębie wydzielonego obszaru objętego ochroną o nazwie Obszar Chronionego Krajobrazu Jesioniki (cz. Chráněná krajinná oblast (CHKO) Jeseníky), a utworzonego w celu ochrony utworów skalnych, ziemnych i roślinnych  oraz rzadkich gatunków zwierząt, ze znajdującym się w nim, w dolnej części stoku południowo-wschodniego góry, zachodniej części rezerwatu przyrody Skalní potok. Na stokach nie utworzono żadnych innych obiektów nazwanych pomnikami przyrody. Ponadto na obszarze góry nie wytyczono żadnych ścieżek dydaktycznych.

### Rezerwat przyrody Skalní potok
Rezerwat przyrody Skalní potok położony jest na wysokościach (655–930) m n.p.m. wokół centralnie płynącego potoku Skalní potok i obejmuje swoim zasięgiem poza stokiem góry Černý vrch również stoki innych gór wraz z niektórymi szczytami: Karliny kameny, Skály (1), Jelení kameny, Zadní plošina, Zlatá stráň–JV, Zlatá stráň–V i Zlatá stráň. Jest to obszar powierzchni o areale 198,98 ha. Położony jest w odległości około 6 km na północny wschód od szczytu góry Pradziad i około 1,2 km na południe od szczytu góry Černý vrch. Rezerwat został utworzony 15 maja 2001 roku w celu ochrony naturalnej struktury lasu żyznej buczyny sudeckiej obejmującej strefę lasu mieszanego jodłowo-bukowego (5. stopień; cz. 5. lesní vegetační stupeň) oraz strefę lasu świerkowo-bukowego (6. stopień) w typologii leśnej oraz jej otoczenia flory i fauny.

## Turystyka
Na górze Černý vrch nie ma żadnego schroniska turystycznego lub hotelu górskiego. Do bazy turystycznej w osadzie Bělá z położonym blisko drogi nr 450 schroniskiem turystycznym Chata Eduard jest od szczytu około 5 km w kierunku południowo-zachodnim. Nieco bliżej, bo w odległości około 4 km na południowy zachód od szczytu położony jest parking na przełęczy Videlské sedlo. Ponadto jest około 4,5 km w kierunku południowym od szczytu do osady Vidly ze znajdującym się w niej górskim hotelem Vidly i około 6,5 km w kierunku południowo-wschodnim od szczytu do miejscowości Vrbno pod Pradědem. Z uwagi na znaczne odległości do baz turystycznych góra ma ograniczone znaczenie turystyczne.

### Chaty łowieckie
Na stokach góry położone są cztery chaty, ale nie mają one charakteru typowych schronisk turystycznych, a które zalicza się do tzw. chat łowieckich. Dojście do nich następuje nieoznakowanymi ścieżkami przy użyciu szczegółowych map.
| Chaty na stokach góry Černý vrch |                                 |                           |                                                                      |                                               |
| Lp.                              | Chata                           | Odległość od szczytu m    | Lokalizacja                                                          | Współrzędne geograficzne                      |
| 1                                | Černohorská chata               | 370 na południowy wschód  | stok południowo-wschodni, blisko źródła Studánka U Černohorské chaty | 50°08′29,5″N 17°16′43,7″E/50,141528 17,278806 |
| 2                                | Dembauda (1) lub Chata Na Hrázi | 1840 na południowy zachód | podnóże stoku południowo-zachodniego, blisko potoku Skalní potok     | 50°07′58,3″N 17°15′34,2″E/50,132861 17,259500 |
| 3                                | Hubertka (2)                    | 500 na południowy zachód  | stok południowo-zachodni                                             | 50°08′29,3″N 17°16′21,5″E/50,141472 17,272639 |
| 4                                | Jelenka (1)                     | 600 na północny wschód    | stok północno-wschodni przy drodze Trasa loučky                      | 50°08′59,3″N 17°16′49,2″E/50,149806 17,280333 |

### Szlaki oraz trasy narciarskie
Klub Czeskich Turystów (cz. Klub Českých Turistů) nie wytyczył w obrębie góry żadnego szlaku turystycznego ani rowerowego. Ponadto nie wytyczono również na niej żadnej trasy narciarstwa biegowego, ani żadnej trasy narciarstwa zjazdowego.